# NGC 3121
NGC 3121 is een elliptisch sterrenstelsel in het sterrenbeeld Leeuw. Het hemelobject werd op 31 maart 1848 ontdekt door de Britse astronoom William Lassell.

## Synoniemen
- UGC 5450
- MCG 3-26-27
- ZWG 93.46
- KCPG 224A
- PGC 29387